# 안드리 네스마치니
안드리 미콜라요비치 네스마치니(우크라이나어: Андрій Миколайович Несмачний, 1979년 2월 28일 ~ )는 은퇴한 러시아 태생의 우크라이나의 축구 선수이다. 그는 우크라이나 프리미어리그의 디나모 키이우에서 경력을 보냈다. 그는 센터백과 레프트 미드필더로도 활약할 수 있는 능숙하고 공격적인 레프트백이었다. 네스마치니는 우크라이나 국가대표팀에서도 활약했으며, 우크라이나에서 두 번째로 많은 외국인 선수로 67경기에 출전했다.

## 구단 경력
네스마치니는 1979년 2월 28일, 소련 러시아 SFSR 브랸스크에서 태어났다. 그는 타우리야 심페로폴 학교를 졸업하면서 시작되었다. 그 후 1996년에 디나모 키이우에 입단하여 디나모의 리저브 팀에서 아마추어 수준으로 활약했으며, 1997-98년 시즌 우크라이나 프리미어리그 시즌에는 1998년 6월 18일, 메탈루르흐 도네츠크와의 원정 경기 (19라운드)에서 1군 데뷔 전을 치렀다. 원래 그는 주전 팀에서 뛰었지만 다음 두 시즌을 디나모-2 키이우 리저브 팀에서 보냈다. 2000-01년 시즌부터 네스마치니는 주전 팀에 훨씬 더 자주 출전하여 2011년까지 머물렀다. 네스마치니는 2011년에 은퇴하여 여호와의 증인 중 한 명이 되었다.
네스마치니는 2007년 1월, 이적 시장에서 잉글랜드 프리미어리그의 블랙번 로버스에 합류할 뻔했다. 마크 휴즈 감독은 자신이 "좋은 축구 지능"과 "훌륭한 국제 경험"을 가지고 있다고 말하며 관심을 표명했다. 그는 또한 2006년 12월 말 수비수가 팀에서 훈련 중이라고 확인했다. 그러나 그는 이적이 가능할 것이라는 약속을 하지 않았다. 결국 네스마치니는 블랙번에 합류하지 않았다.

## 국가대표팀 경력
네스마치니는 1999년 10월 9일, 러시아 U-21 국가대표팀과의 원정 경기에서 우크라이나 U-21 국가대표팀에 최소 한 번 출전했다.
네스마치니는 2000년에 처음으로 우크라이나 국가대표팀에 소집되었다. 그 이후로 그는 63번의 국가대표팀에 발탁되었다. 그의 경력은 2006년에 강조되었는데, 그 해에 우크라이나는 사상 첫 FIFA 월드컵에 진출했다. 우크라이나는 8강에 진출하여 최종 우승팀인 이탈리아를 상대하게 되었다.
월드컵 기간 동안 네스마치니는 우크라이나 국가를 부르지 않고 손을 가슴에 얹었다. 인터뷰에서 이에 대한 질문을 받았을 때 네스마치니는 "부모님과 저는 오랫동안 여호와의 증인입니다. 성경에 기반한 우리의 신념은 깃발이나 찬가와 같은 누구도 우상화하고 제 마음에 손을 얹는 것을 허용하지 않습니다. 모든 영광과 찬양은 하나님 여호와께 있습니다."라고 말했다.
3월 17일, 네스마치니는 개인적으로 우크라이나 국가대표팀에서 은퇴하기로 결정했으며, 올렉시 미하일리첸코 감독과 좋은 관계를 유지하고 있다고 발표했다. 그는 디나모에서의 클럽 경력뿐만 아니라 정신적, 가정 생활에도 집중하고 싶다고 말하며 자신의 결정을 설명했다. 은퇴 후 네스마치니는 우크라이나 국가대표팀에서 67경기에 출전했으며, 첫 경기는 2000년 4월 26일, 불가리아와의 경기였고, 마지막 경기는 2009년 2월 10일, 슬로바키아와의 경기였다.